# Call of Duty: Modern Warfare 2
Call of Duty: Modern Warfare 2 (hay có tên gọi khác là CoD MW2) là một trò chơi điện tử thể loại bắn súng góc nhìn thứ nhất, được phát triển bởi Infinity Ward và phát hành bởi Activision. Trò chơi được ra mắt vào ngày 11 tháng 2 năm 2009 và phát hành trên toàn thế giới vào ngày 10 tháng 11 cùng năm. Đây là phần thứ sáu của loạt trò chơi Call of Duty và là phiên bản tiếp theo của Call of Duty 4: Modern Warfare ra mắt năm 2007.
Modern Warfare 2 đã nhận được nhiều đánh giá tích cực từ các trang web chơi game khác nhau. Trong vòng 24 giờ kể từ khi phát hành, trò chơi đã bán được khoảng 4,7 triệu bản ở khu vực Bắc Mỹ và Vương quốc Anh. Ngày 3 tháng 8 năm 2011, Activision đã xác nhận rằng trò chơi đã bán được hơn 22 triệu bản trên toàn thế giới, và nó là một trong những trò chơi bán chạy nhất mọi thời đại ở cả Anh Quốc và Hoa Kỳ.
Phiên bản làm mới của trò chơi này, có tên Call of Duty: Modern Warfare 2 Campaign Remastered, đã được phát hành vào tháng 3 năm 2020 cho hệ máy PlayStation 4 và vào tháng 4 cùng năm cho các hệ máy Microsoft Windows và Xbox One.

## Gameplay

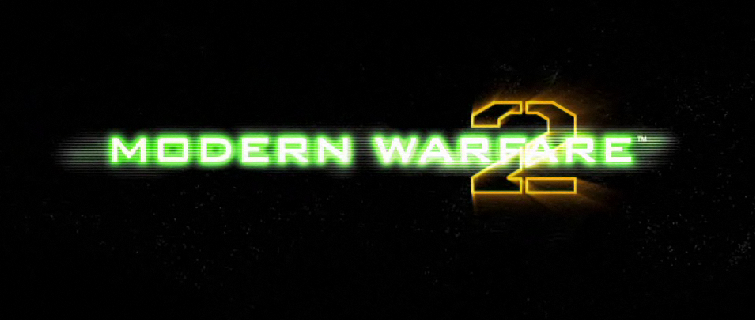
Logo của Modern Warfare 2.

### Phần chơi đơn (campaign)
Người chơi đảm nhiệm vai trò của các nhân vật khác nhau trong chiến dịch chơi đơn, thay đổi nhân vật trong suốt quá trình tiến triển của câu chuyện. Mỗi nhiệm vụ sẽ có mục tiêu được hiển thị trên màn hình, đánh dấu vị trí và khoảng cách mục tiêu đó. Sát thương lên người chơi được thể hiện bằng viền máu xuất hiện trên màn hình. Sinh lực của người chơi hồi phục theo thời gian.
Có nhiều nhiệm vụ khác nhau, ví dụ tiêu diệt tất cả các kẻ thù ở một vị trí quy định để bảo vệ một mục tiêu nào đó, hoặc đặt thuốc nổ phá thiết bị của đối phương. Người chơi thường được đi kèm với đồng đội. Ở các địa điểm có các máy tính xách tay có chứa thông tin đối phương xuất hiện trong suốt chiến dịch, trừ nhiệm vụ "No Russian".
Về nhiệm vụ "No Russian", đây được coi là một trong những màn chơi gây tranh cãi nhất lịch sử game, do nó không chỉ chứa cảnh khủng bố tàn sát rất nhiều dân thường mà còn cho người chơi tham gia hành vi đó. Tuy nhiên, người chơi có thể bỏ qua nhiệm vụ này trong mục cài đặt (tùy chọn Disturbing content), ngay trước hoặc trong nhiệm vụ đó mà không ảnh hưởng gì đến phần chiến dịch.
Ngoài ra:
- Phiên bản tiếng Nga lược bỏ hẳn nhiệm vụ này.
- Nếu giết dân thường ở phiên bản tiếng Nhật và tiếng Đức, người chơi sẽ nhận thông báo nhiệm vụ thất bại như ở các nhiệm vụ khác.

### Phần chơi trực tuyến
Chế độ trực tuyến của Modern Warfare 2 vẫn giữ được điểm kinh nghiệm và hệ thống khen thưởng như Call of Duty 4, với chế độ chơi bao gồm Free-For-All (Đấu đơn), Search & Destroy (Tìm và tiêu diệt), Demolition (Phá hủy), Domination (Kiểm soát), Team Deathmatch (Đấu đội), và Capture The Flag (Chiếm cờ). Modern Warfare 2 cũng giới thiệu một số tính năng mới: vũ khí, thiết bị, bản đồ. Khi tiêu diệt được đối phương sẽ có các phần thưởng tương ứng.

## Cốt truyện
5 năm sau các sự kiện của Call of Duty 4: Modern Warfare, vào năm 2016, bất kể nỗ lực của U.S.M.C và S.A.S, tổ chức Ultranationalists (dân tộc cực đoan) đã giành chiến thắng trong cuộc nội chiến rồi trở thành chính đảng của Nga. Imran Zakhaev được suy tôn là một vị anh hùng dân tộc - một tượng đài của hắn được dựng lên tại Quảng trường Đỏ. Nhưng đồng thời, nội bộ Ultranationalists bị chia rẽ: Vladimir Makarov, đệ tử của Zakhaev, sau khi bị khai trừ bởi chính quyền mới do tổng thống ôn hòa Boris Vorshevsky lãnh đạo, đã cùng Inner Circle (thế lực nội bộ) của mình bắt đầu các chiến dịch chống lại Châu Âu bằng những vụ khủng bố dã man trong suốt 5 năm liền.
Tại Afghanistan, Binh nhất Joseph Allen thuộc U.S. Army Ranger hoàn thành xuất sắc nhiệm vụ trong chiến dịch chiếm lại một thành phố từ tay phiến quân. Ấn tượng bởi khả năng của Allen, Tướng Shepherd chiêu mộ anh vào hàng ngũ Task Force 141 – lực lượng chống khủng bố đa quốc gia dưới sự chỉ huy của ông, với nhiệm vụ là truy lùng Makarov.
Trong khi đó, hai thành viên khác thuộc đội 141, Đại úy John "Soap" MacTavish và Trung sĩ Gary "Roach" Sanderson thâm nhập vào một căn cứ không quân Nga nằm trên dãy núi Thiên Sơn và lấy lại thành công module ACS (Attack Characterization System) từ một vệ tinh bị rơi.
Allen sau đó được CIA giao nhiệm vụ làm "tay trong" ở Nga: nhập bọn với Makarov trong vụ thảm sát dân thường ở sân bay quốc tế Zakhaev tại Moskva. Makarov đã biết trước danh tính của Allen và bắn chết anh trong lúc tẩu thoát, để lại cái xác nhằm dấy lên ngọn lửa chiến tranh giữa Nga và Mỹ.
Cho rằng vụ khủng bố là do Mỹ ngầm tổ chức, Nga quyết định xâm lược Mỹ và đạt được lợi thế bất ngờ nhờ qua mặt thành công hệ thống vệ tinh phòng địch của NORAD. Việc này cho thấy module vệ tinh mà Soap và Roach đem về đã bị quân Nga giải mã từ trước đó. Trung sĩ Foley thuộc trung đoàn 75 (75th Regiment) dẫn đầu một đội Army Ranger bao gồm Binh nhì James Ramirez bắt đầu phòng thủ vùng ngoại ô phía Đông Bắc bang Virginia trước cuộc tấn công như vũ bão của Quân đội Nga.
Cả đội tiếp tục tiến đến thủ đô Washington đổ nát và cùng các đơn vị lính Mỹ ở đó chiến đấu giành lại thành phố, nhưng nỗ lực của Quân đội Mỹ dường như là vô ích.
Trong lúc này đội Task Force 141 đang tìm kiếm bằng chứng cho thấy Makarov là kẻ chủ mưu vụ thảm sát khi mà uy tín của họ đã mất theo đặc vụ Allen. Tình báo dẫn dắt đội 141 đến một khu phố ổ chuột ở thành phố Rio de Janeiro ở Brazil, nơi cả đội thẩm tra đầu mối liên quan đến Makarov: một tay buôn vũ khí tên Alejandro Rojas. Hắn khai rằng kẻ thù lớn nhất của Makarov là một tù binh mang số hiệu 627 (Prisoner 627) đang bị giam giữ tại một nhà tù của Nga.
Task Force 141 tấn công vào nhà tù và giải cứu tù binh này, nhưng bất ngờ thay, tù binh 627 lại chính là Đại úy Price, người đã chặn hậu và bị bắt năm 2013 để giúp đồng đội thoát thân sau khi chiến dịch Kingfish (mật danh đặt cho mục tiêu là Makarov) thất bại (Có thể xem trong 1 đoạn phim của IGN). Soap nhân lúc này trả lại khẩu M1911 (được Price cho mượn để giết Zakhaev trước đây) cho ông. Cả bọn thoát ra và Price đồng ý hỗ trợ Soap và Shepherd lần theo Makarov nhưng ông quyết định cần phải kết thúc cuộc chiến ở Mỹ trước tiên. Ông tự mình dẫn đội 141 tấn công một cảng chở hàng của Nga và chiếm quyền kiểm soát một tàu ngầm hạt nhân. Price dùng nó để phóng tên lửa đạn đạo liên lục địa RSM-56 Bulava đến Washington, thiết lập đầu đạn này nổ trên thượng tầng khí quyển miền đông nước Mỹ trước sự bất ngờ của cả đội.
Vụ nổ đã tạo ra màn xung điện từ (EMP) vô tình phá hủy Trạm vũ trụ Quốc tế ISS (International Space Station) và vô hiệu hóa toàn bộ các phương tiện chiến đấu và trang thiết bị điện tử của cả hai phe, qua đó tạo một chút ưu thế cho quân Mỹ.
Quay trở lại mặt đất, ngay lúc Price kích nổ tên lửa, Ramirez và đồng đội phải tìm nơi ẩn nấp để tránh khỏi các chiến đấu cơ mất kiểm soát rơi xuống mặt đất do ảnh hưởng của EMP, sau đó cả đội tiến về gần Nhà Trắng. Tại đó, họ nhận thông điệp rằng Không quân Mỹ đang chuẩn bị ném bom cả thành phố để ngăn không cho quân Nga chiếm đóng. Dưới sự chỉ huy của Foley, cả đội chiếm lại Nhà Trắng (mật danh Whiskey Hotel) và đốt pháo hiệu kịp lúc để hủy cuộc ném bom. Cùng lúc đó, pháo hiệu từ các điểm khác trong thành phố đồng loạt được đốt lên báo hiệu thủ đô đã về tay Quân đội Mỹ.
Tìm ra được 2 nơi ẩn nấp của Makarov, cả đội Task Force 141 quyết định tách ra. Price và Soap cùng 1 nhóm đến bãi phế liệu máy bay ở Afghanistan đồng thời ngày 15 tháng 8 năm 2016, Roach và Trung úy Simon "Ghost" Riley cùng nhóm còn lại đột kích nhà an toàn của Makarov nằm tại vùng núi Caucasus nằm giữa biên giới Nga và Georgia.
Tại đó, Roach và đồng đội thu thập được nhiều thông tin quan trọng trên máy tính của Makarov và rút lui dưới sự truy đuổi của bọn thuộc hạ của hắn. Nhưng khi đến điểm rút lui thì họ bị Shepherd phản bội. Hắn lấy toàn bộ thông tin thu thập được, bắn chết Roach và Ghost bằng khẩu .44 Magnum rồi thiêu xác họ. Price và Soap nhanh chóng biết được tin, mặc dù Price cho rằng bản thân ông chưa bao giờ tin Shepherd nên không bị phản bội.
Bây giờ, Price và Soap đang mắc kẹt trong vùng hỗn chiến giữa quân của Makarov và Shadow Company (Đại đội bóng tối) - đội quân của Shepherd. Cả hai tẩu thoát thành công với sự giúp đỡ của Nikolai.
Sau khi được Price bắt liên lạc và đề nghị giết Shepherd hộ bằng danh ngôn "kẻ thù của kẻ thù là bạn", Makarov đành chỉ điểm nơi ẩn náu của Shepherd là một căn cứ trên núi ở Afghanistan mang mật danh Site Hotel Bravo. Price cùng Soap đột kích căn cứ này để trả thù cho các đồng đội, dù họ biết đây là hành động tự sát. Sau hai lần tự hủy căn cứ nhưng chỉ khiến nhiều quân của mình bị giết, Shepherd (mang mật danh Gold Eagle) tìm cách trốn thoát trên canô Zodiac và cuộc rượt đuổi bằng canô bắt đầu.
Đỉnh điểm diễn ra khi Shepherd đã leo lên được trực thăng CH-56 mật danh "Pave Low" nhưng Price bắn rơi được chiếc trực thăng bằng 1 phát M203 chính xác. Price và Soap cũng lao thẳng xuống thác nước gần đó. Soap tỉnh dậy, choáng váng tiến đến chiếc Pave Low bị rơi chỉ với con dao trên tay. Thấy Shepherd thoát ra khỏi xác trực thăng, Soap đuổi theo để giết hắn, nhưng Shepherd đánh trả và đâm một nhát dao chí mạng vào ngực Soap. Trong lúc lên đạn chuẩn bị giết Soap, Shepherd tiết lộ động cơ là vì mất đi 30.000 lính dưới quyền vào 5 năm trước trong khi thế giới "chỉ giương mắt nhìn".
May mắn thay, Price kịp ngăn Shepherd khiến hắn bắn trượt rồi xông ra đánh tay đôi với hắn. Soap nhận ra Shepherd đang chiếm ưu thế, anh cố rút con dao trên ngực ra và ném trúng mắt trái Shepherd, giết hắn ngay tại chỗ. Price dần tỉnh lại rồi sơ cứu vết thương của Soap, lúc đó Nikolai lái trực thăng AH-6 Little Bird đến để đưa 2 người về. Nikolai cảnh báo rằng cả hai bắt đầu bị truy nã nhưng Price khăng khăng bảo Soap cần được cứu chữa, Nikolai nói rằng anh biết một nơi an toàn có thể cho Price và Soap ẩn nấp.
Đây là tiền đề cho sự mở đầu của Call of Duty: Modern Warfare 3.

## Hệ thống nhân vật

#### (Lưu ý: Tên in đậm là nhân vật người chơi có thể điều khiển được trong game.)
- Đội Task Force 141 - Quân đội đa quốc gia:
  - Shepherd - là người sáng lập kiêm thủ lĩnh Task Force 141 và Shadow Company. Ban đầu là một nhân vật phụ hỗ trợ người chơi, nhưng rồi hắn lộ diện là kẻ phản diện chính của trò chơi. Hắn đã lợi dụng chính quyền các nước Nga, Mỹ, Task Force 141 và cả trùm khủng bố Makarov (rất có thể chính Shepherd đã cố tình làm rơi vệ tinh chứa module ACS và để lộ danh tính của đặc vụ Allen, mà những bằng chứng được lưu lại trên máy tính tại nhà an toàn của Makarov nên hắn phải đích thân tới đó thủ tiêu) nhằm khơi mào Chiến tranh thế giới thứ ba với mong muốn khôi phục vị thế siêu cường của Mỹ, trả thù và biến mình thành người hùng chiến tranh. Shepherd bị Soap tiêu diệt trong ngày thứ 7 của cuộc khủng hoảng 2016.
  - Đại úy John Price - là nhân vật chính trong series Call of Duty: Modern Warfare, đội trưởng của đội Task Force 141. Trích đoạn trong bản ghi âm của ông đề phòng thất bại trước khi lên đường giết Shepherd gây được sự chú ý và tán dương ở cuối Modern Warfare 2: "Lịch sử được viết bởi người chiến thắng. Lịch sử đầy rẫy những kẻ dối trá. Nếu hắn (Shepherd) sống sót, và chúng tôi chết, sự thật của hắn được viết lên lịch sử, và sự thật của chúng tôi bị mất." (Nguyên văn: History is written by the victor. History is filled with liars. If he lives and we die, his truth becomes written - and ours is lost).
  - Đại úy John "Soap" MacTavish - đội phó của đội 141, là nhân vật thứ chính trong series Call of Duty: Modern Warfare. Đây là lần đầu Soap xuất hiện với vai trò NPC (trừ ba nhiệm vụ cuối cùng là nhân vật người chơi điều khiển) nên cũng là lần đầu nhân vật này có ngoại hình và giọng nói.
  - Trung sĩ Garry "Roach" Sanderson - một thành viên của đội 141.
  - Trung úy Simon "Ghost" Riley - là người đóng vai trò phó chỉ huy sau Soap trước khi Price trở lại và là chuyên gia kỹ thuật của đội.
  - Binh nhất Joseph Allen - người được đích thân Shepherd tuyển vào Task Force 141 để thâm nhập vào hàng ngũ của Makarov, nhưng thực chất bị biến thành con tốt đầu tiên để tạo ra chiến tranh thế giới thứ ba.
  - Bí danh "Nikolai" - một thành viên trong đội 141, có thể lái các loại máy bay.
  - Ngoài ra còn có hơn 80 nhân vật khác đóng vai trò phụ.
- Đội U.S. Army Ranger - Quân chủ lực Hoa Kỳ (trong game là trung đoàn gồm 75 bộ binh)
  - Trung sĩ Foley - đội trưởng của đội Army Ranger.
  - Hạ sĩ Dunn - một thành viên trong đội Army Ranger.
  - Binh nhì James Ramirez.
- Các nhân vật khác:
  - Vladimir Makarov - trùm khủng bố ác độc cầm đầu thế lực nội bộ bị khai trừ khỏi phe Ultranationalist, đồng tác giả của chiến tranh thế giới thứ ba, mục tiêu chính của đội 141 và là kẻ phản diện phụ của trò chơi.
  - Alejandro Rojas - trùm buôn lậu vũ khí ở Rio de Janeiro, Brazil và là kẻ cung cấp vũ khí Mỹ cho Makarov trong vụ thảm sát sân bay Zakhaev để tạo bằng chứng giả vu khống cho người Mỹ chủ mưu.
  - Viktor - thành viên trong nhóm khủng bố của Makarov, về sau tham gia cuộc tấn công của Quân đội Nga vào nước Mỹ và chết tại đó.
  - Anatoly - thành viên trong nhóm khủng bố của Makarov.
  - Lev - thành viên trong nhóm khủng bố của Makarov, bị giết bởi Allen hoặc các đặc vụ của Tổng cục An ninh Liên bang Nga (FSB) trên đường thoát (người chơi quyết định).
  - Kiril - thành viên trong nhóm khủng bố của Makarov, bị giết bởi Allen hoặc các đặc vụ của FSB trên đường thoát (người chơi quyết định).
  - Alexei Borodin - mật danh của đặc vụ Allen khi anh thâm nhập vào hàng ngũ của Makarov.
  - Yuri - Xuất hiện trong bản Call of duty: Modern Warfare 3. Không xuất hiện trong bản gốc của năm 2009 nhưng lại xuất hiện trong bản Remastered ra mắt năm 2020 dưới dạng easter egg trong nhiệm vụ "No Russian".

## Đón nhận
Call of Duty: Modern Warfare 2 đã nhận được nhiều đánh giá "tích cực" cho các phiên bản PlayStation 3 và Xbox 360, và các đánh giá trung bình "tích cực" cho phiên bản PC, theo trang tổng hợp đánh giá Metacritic. Người đánh giá ca ngợi cốt truyện có chiều sâu, các chế độ chơi nhỏ lẻ và chế độ nhiều người chơi (multiplayer).
1UP.com cho biết "Việc xuất hiện các địa điểm có thực, MW2 tiếp tục đem lại trải nghiệm hồi hộp, kịch tính, và tăng chiều sâu cho chế độ nhiều người chơi. Game có thể không khắc phục được tất cả các vấn đề xuất hiện từ phiên bản trước, nhưng có rất nhiều nội dung chất lượng xuất hiện trong trò chơi này tới nỗi, nó gần như chắc chắn sẽ là một trong những trò chơi được chơi nhiều nhất của bạn trong một thời gian dài sắp tới ". Game Informer lưu ý khen ngợi trò chơi vì sự bóng bẩy của nó trong loạt game, cũng như cách thể hiện mạnh mẽ và sự phong phú của những nội dung, chế độ có thể chơi được. IGN đã gọi việc mua game là "mua hàng không cần dùng não", nhờ vào chế độ nhiều người chơi trực tuyến, chế độ co-op và phần chơi chiến dịch của nó. GameTrailers cho biết "Phần chơi mạng dù chưa có nhiều sự đổi mới, nhưng có thể thấy rằng hầu hết những tựa game bắn súng bây giờ vẫn còn đang phải theo chân Call of Duty 4, và giờ nhiều cải thiện khiến game trở thành trải nghiệm bắn súng nhiều người chơi tốt nhất trong thể loại của mình. Rất ít trò chơi có thể đáp ứng được những kỳ vọng cao như vậy". Computer and Video Games gọi game là trò chơi "khủng, hoành tráng và cực kỳ bóng bẩy, [và có lẽ là] game bắn súng lớn nhất của năm nay".
Các chỉ trích về trò chơi chủ yếu tập trung vào độ dài của chiến dịch chơi đơn. Mark Bozon của IGN nhận xét rằng phần chơi đơn của Modern Warfare 2 "ngắn một cách đáng ngạc nhiên, và không đạt tiêu chuẩn của các trò chơi Call of Duty trước đó." Ngoài ra, nhiều nhà phê bình đã phàn nàn về sự thiếu đổi mới trong công thức làm game.
Famitsu đã gọi Modern Warfare 2 là trò chơi đứng đầu trong "top 10 trò chơi điện tử bán chạy nhất năm 2009", đánh bại các tựa game khác như Metal Gear Solid 4, Uncharted 2: Among Thieves, Halo 3 hay Grand Theft Auto IV. Famitsu đánh giá trò chơi 39/40 điểm, trở thành một trong số ít những game sản xuất ở phương Tây được phát hành tại Nhật Bản có cùng số điểm với Grand Theft Auto IV. Vào 2011, độc giả của trang báo Guinness World Records Gamer's Edition bình chọn Simon "Ghost" Riley là nhân vật trò chơi điện tử đứng thứ 40 mọi thời đại.